# Felipe Clemente de Diego
Felipe Clemente de Diego Gutiérrez (Guadamur, 1866-Pozuelo de Alarcón, 1945) fue un político y catedrático de Derecho civil español, presidente del Tribunal Supremo de Justicia y procurador en las Cortes Españolas al inicio de la dictadura franquista.

## Biografía
En 1884 obtuvo su licenciatura en Derecho por la Universidad Central de Madrid. Allí mismo completó años después la carrera de Filosofía y Letras. Durante el gobierno liberal de Práxedes Mateo Sagasta trabajó como funcionario del ministerio de Fomento.
En 1897 logra la cátedra de Derecho Romano en la Universidad de Santiago de Compostela, cargo que desempeñó más tarde en la Universidad de Granada. Fue también catedrático de Derecho Civil en la Universidad de Barcelona y en la Universidad Central de Madrid (1906). El 25 de mayo de 1919 el consistorio de su pueblo natal, regido por Manuel Moreno, le nombra hijo predilecto de la villa y descubre una placa en su casa natal, hoy desaparecida, de la plaza del Pilar. Autor de numerosas obras sobre jurisprudencia, formado en Alemania, fue senador por la Universidad de Valladolid entre 1919 y 1923.
Miembro de la Academia de Ciencias Morales y Políticas y de la Real Academia de Jurisprudencia y Legislación, de la que fue presidente en 1924; fundador de la Revista de Derecho Privado, Inspector general de Enseñanza Superior, directivo del Centro de Estudios Históricos y miembro del Consejo de Estado.

## Dictadura

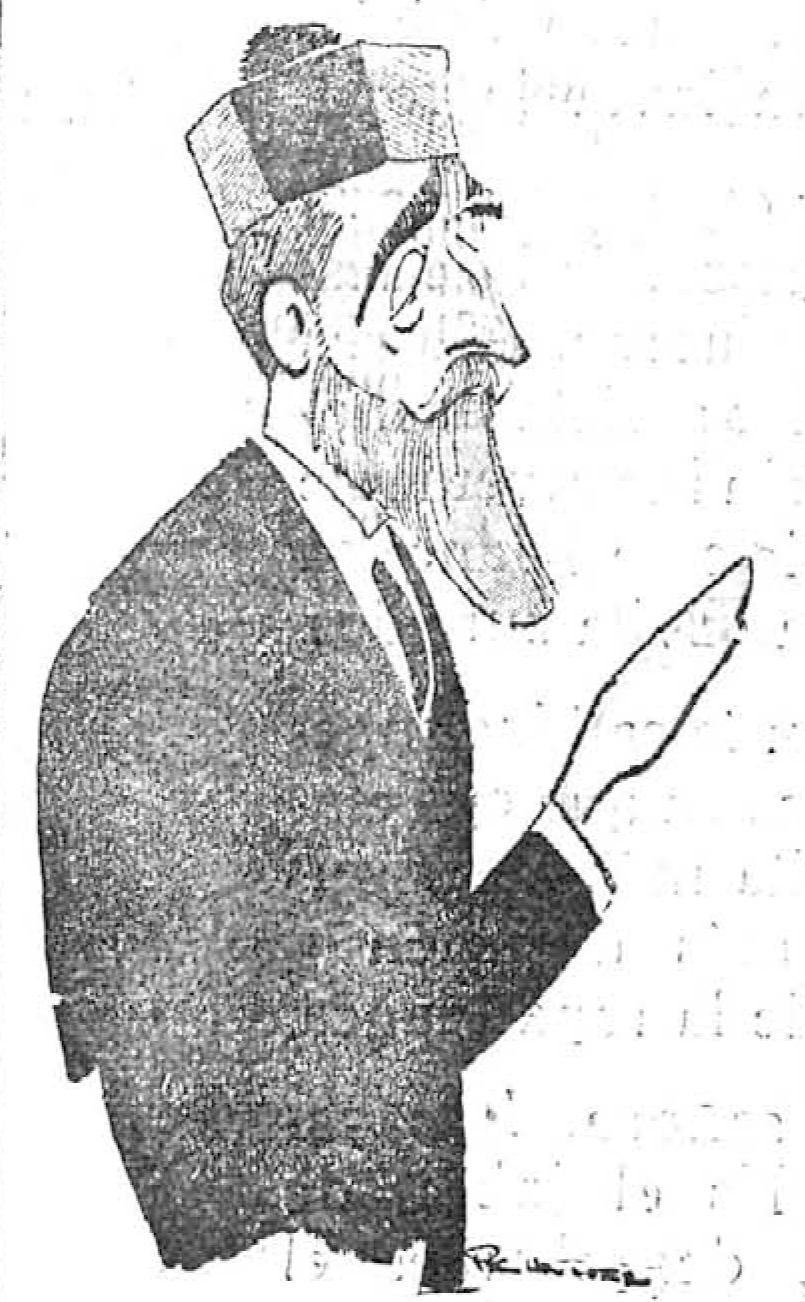
Retratado por Pellicer en El Imparcial (1925)

Durante la dictadura de Primo de Rivera fue miembro de la Asamblea Nacional Consultiva, como representante por derecho propio.
Siendo vicerrector, no acudió a la primera sesión de la Junta de Gobierno de la Universidad Central, 6 de marzo de 1930, por su intervención en la vida universitaria durante la Comisaría Regia, el órgano creado por el dictador Miguel Primo de Rivera para inspeccionar políticamente y sancionar, llegado el caso, a los profesores universitarios durante los conflictos estudiantiles del final de su régimen. Sin embargo, aceptó continuar en su puesto. 

## Guerra Civil
Durante la Guerra Civil, fue designado presidente del Tribunal Supremo por Francisco Franco, por decreto de 27 de agosto de 1938, a propuesta del ministro de Justicia, Tomás Domínguez Arévalo, cargo que ocupó hasta su fallecimiento en 1945. Aparte de ser consejero de Estado y presidente de la Academia de Jurisprudencia.

## Parlamentario
Procurador en las Cortes durante el franquismo en representación de los Altos Organismos, procurador  nato por su condición de presidente del Tribunal Supremo de Justicia en la I Legislatura de las Cortes Españolas (1943-1946).

## Escritos
Entre sus trabajos destacan el Curso elemental de Derecho civil español, común y foral (1925-27) y las Instituciones de Derecho civil español (1929-31). Otros más son: Casos de Derecho civil español para uso de los estudiantes (1928, en colaboración con Emilio Miñana Villagrasa), Dictámenes jurídicos (1958, recopilados por Luis Clemente de Diego), La jurisprudencia como fuente del derecho (1925).
Uno de los personajes del capítulo segundo de La colmena, de Camilo José Cela, discute en su imaginación con Clemente de Diego.